# Deadpool (film)
Deadpool è un film del 2016 diretto da Tim Miller.
Basato sull'omonimo personaggio di Marvel Comics, è l'ottavo film della serie di film X-Men ed è interpretato da Ryan Reynolds, Ed Skrein, Morena Baccarin, Andre Tricoteux, Brianna Hildebrand, T. J. Miller, Gina Carano e Leslie Uggams.

## Trama
Deadpool, il "mercenario chiacchierone" solito a infrangere la quarta parete, tende un agguato a un convoglio per eliminare Francis, l'uomo che lo ha terribilmente sfigurato. Lo stesso Deadpool invita gli spettatori a conoscere la sua storia personale: due anni prima era Wade Wilson, ex soldato delle forze speciali che, dopo essere stato congedato con disonore, ha intrapreso la carriera di mercenario.
Un giorno, dopo aver minacciato su commissione uno stalker, Wade si reca nel losco pub per sicari che frequenta di solito, gestito dall'amico Weasel: qui si organizza periodicamente una lotteria, chiamata dead pool, in cui si scommette su chi sarà il prossimo a morire. Quella stessa sera, Wade incontra una ragazza, Vanessa. Tra i due il colpo di fulmine è immediato, tanto che sboccia in un amore reciproco, nella convivenza e, infine, nella proposta di matrimonio di Wade; tuttavia, dopo aver ricevuto il fatidico sì, l'uomo ha un malore improvviso che lo fa stramazzare a terra.
Le analisi mediche rivelano che è affetto da un cancro terminale. Vanessa non vuole arrendersi e cerca di stargli ancora più vicino, ma Wade è distrutto e senza più alcuna speranza. Al pub di Weasel incontra un misterioso avventore che si presenta come un "reclutatore", il quale è a conoscenza del passato nelle forze speciali del mercenario e afferma di essere in grado non solo di farlo guarire dal cancro, ma addirittura di donargli poteri sovrumani: trasformarlo in un supereroe. Wade non dà alcun credito all'uomo, da cui si congeda, ma poi, per un ripensamento, decide di tentare quest'ultima risorsa, abbandonando Vanessa nel cuore della notte.
Il laboratorio medico in cui viene portato è gestito dallo spietato medico inglese Francis Freeman (noto con lo pseudonimo Ajax) e dalla sua tirapiedi Angel Dust, e si rivela essere una sorta di fabbrica di mutanti in cui persone disperate vengono sottoposte a reiterate sessioni di torture e trattamenti disumani per far emergere forzatamente il Gene X, costringerle a indossare un collare e renderle così dei "super-schiavi" da vendere al miglior offerente. Ajax stesso è un mutante, dai riflessi aumentati e in grado di non provare alcun dolore ma, di conseguenza, non prova più alcuna emozione. Dopo varie sessioni di torture senza alcun risultato, Wade viene posto in una camera iperbarica, che gli fornisce il minimo apporto di ossigeno per sopravvivere; lo stress generato risveglia in lui il gene mutante, che gli conferisce uno straordinario fattore rigenerante, guarendolo così dal cancro, ma deturpandogli orribilmente l'aspetto: il suo fattore rigenerante è infatti basato sul cancro stesso, che rigenera a una velocità impressionante i tessuti, ma si riflette sulla pelle di Wade.
Durante un'altra seduta di tortura, Ajax schernisce Wade per il suo nuovo aspetto, affermando di poter curare gli effetti collaterali sul suo volto, ma di non volerlo fare. Wade poi colpisce Angel Dust con una testata per rubarle di nascosto un fiammifero che, acceso e gettato nel condotto dell'ossigeno, fa esplodere l'ala dove era recluso. Quindi, si scaglia violentemente contro Francis, ma quando quest'ultimo gli ricorda di essere l'unico a poter ridargli l'aspetto di prima, Wade esita, rimanendo impalato e intrappolato nell'edificio crollante in fiamme. Viene creduto morto ma, in realtà, il fattore rigenerante lo ha tenuto in vita.
Tornato libero, Wade decide di stare alla larga da Vanessa per il suo aspetto e, assunta l'identità di Deadpool (in onore della lotteria del pub di Weasel) e ideato il costume per mascherare l'identità e le piaghe che ne affliggono il corpo e il volto, inizia a dare la caccia ai membri dell'organizzazione di Francis per trovare quest'ultimo, in modo che possa farlo tornare al suo aspetto originario.
Qui la storia torna al presente, con l'arrivo di due X-Men, Colosso e Testata Mutante Negasonica, che intendono reclutare Deadpool per "redimerlo", anche se a quest'ultimo non interessa. Nella discussione, Francis, che era stato catturato, riesce a fuggire. Quindi, dopo essere sfuggito all’arresto da parte di Colosso, Wade torna abbattuto alla sua attuale e fatiscente casa che condivide con Al, una signora anziana e cieca appassionata di mobili IKEA, conosciuta precedentemente in una lavanderia a gettoni in cui gli aveva dato il consiglio di vestirsi di rosso per nascondere le macchie di sangue. Nel mentre, Francis, che nello scontro precedente ha scoperto chi si celasse sotto la maschera di Deadpool, giunge al locale di Weasel e scopre una sua fotografia istantanea con Vanessa, che decide di usare per stanarlo; il barista avverte immediatamente l'amico e i due raggiungono il night club dove la ragazza lavora, ma Wade, certo che il suo nuovo aspetto la spaventerà, ha un momento di esitazione, che ne causa il rapimento.
Deadpool allora, infuriato, si reca alla X-Mansion per chiedere l'aiuto degli X-Men in cambio della sua adesione al loro gruppo, ritrovando nuovamente Colosso e Testata: i tre si recano quindi nel covo dell'organizzazione presso un cantiere di smaltimento di una portaerei. Colosso e Testata riescono a sconfiggere Angel Dust e gli scagnozzi di Francis, mentre Deadpool abbatte quest'ultimo, lasciato agonizzante al suolo. Sotto ordine di Wade di rimettergli a posto la faccia, il mutante inglese, come ultima, estrema provocazione, ribatte sprezzante di aver sempre mentito sul potergli restituire l'aspetto originale.
Accecato dall'ira, Wade sfodera la pistola e la punta addosso al volto di Francis. Colosso, però, interviene ed esorta Deadpool a risparmiare la vita di Francis, così da dimostrare di poter essere un vero eroe, ma Wade, per tutta risposta, spara in faccia al suo nemico, affermando di non aver mai voluto essere un eroe. Infine, dopo aver promesso a Colosso di rigare più dritto da lì in poi, Wade ritrova pace nell'amore di Vanessa che, sebbene irata dal comportamento del ragazzo, non ha mai smesso di amarlo e che accetta anche il suo nuovo aspetto.
Nella scena dopo i titoli di coda, Deadpool esce fuori da una camera in accappatoio e si rivolge agli spettatori, intimandoli a lasciare la sala; aggiunge che ci sarà un sequel con Cable e fantastica sull'eventuale attore che lo interpreterà (citando alcuni attori tra cui Mel Gibson, Dolph Lundgren e Keira Knightley, come possibili candidati), poi cita l'altro universo Marvel (MCU) dicendo come non comparirà Samuel L. Jackson con una benda sull'occhio (intendendo chiaramente Nick Fury), chiaro riferimento alla scena post credit di Iron Man (2008). Infine, ricorda loro di non lasciare spazzatura sulle poltrone: questa scena è un chiaro riferimento alla scena dopo i titoli di coda del film Una pazza giornata di vacanza (1986) di John Hughes.

## Personaggi

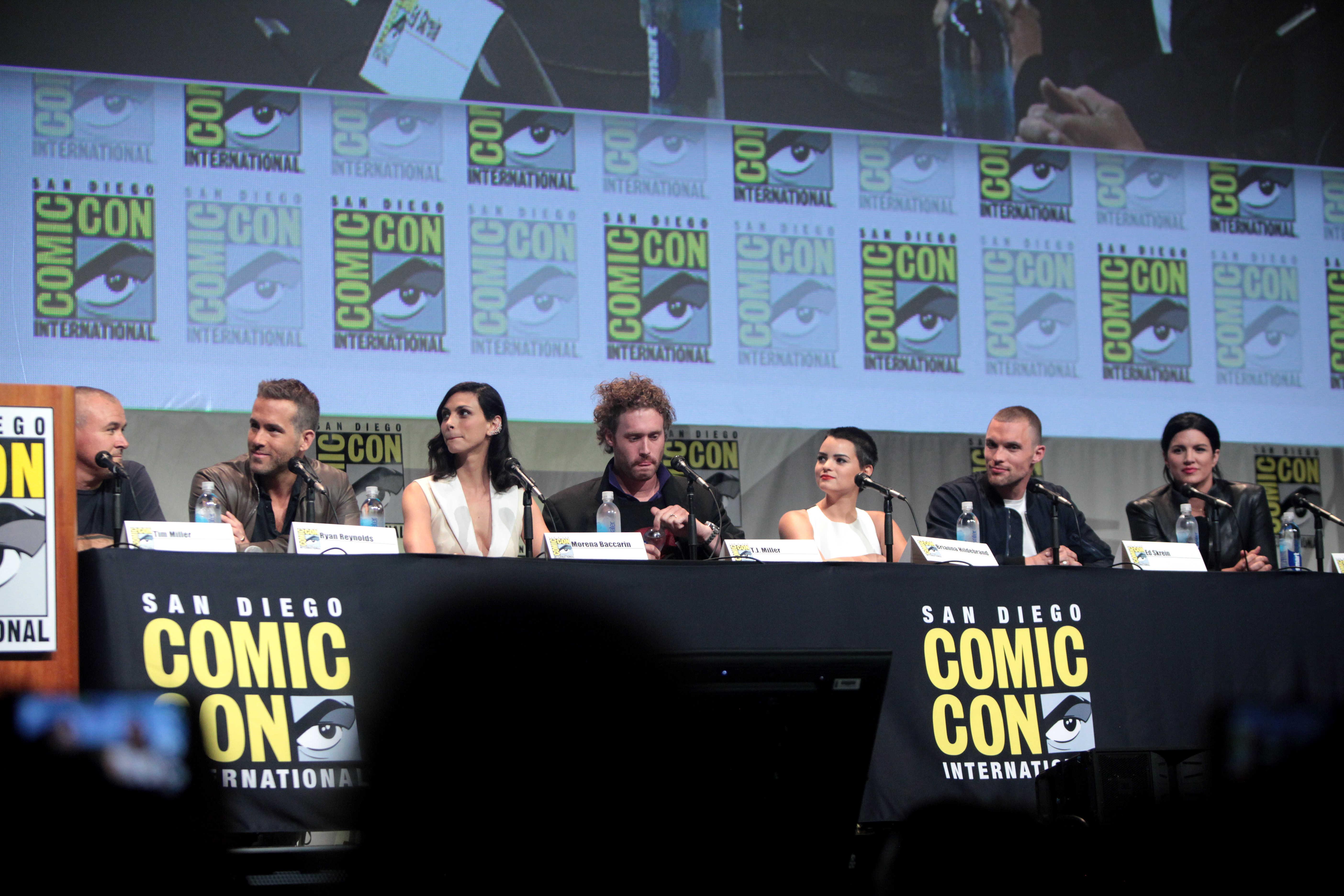
Il cast del film al San Diego Comic-Con 2015

- Wade Wilson / Deadpool, interpretato da Ryan Reynolds: un ex mercenario e vigilante che si è sottoposto a un esperimento per guarire dal cancro, da cui ha ottenuto il fattore rigenerante.[2]
- Vanessa Carlysle, interpretata da Morena Baccarin: una ex spogliarellista e fidanzata di Wade Wilson.[3][4][5]
- Francis Freeman / Ajax, interpretato da Ed Skrein: uno spietato scienziato mutante, dotato di grandi riflessi e assenza di emozioni e che non percepisce nessun tipo di dolore.[6]
- Jack Hammer III / Weasel, interpretato da T. J. Miller.[7][8]
- Christina / Angel Dust, interpretata da Gina Carano.[7]
- Blind Al, interpretata da Leslie Uggams.[9]
- Ellie Phimister / Testata Mutante Negasonica, interpretata da Brianna Hildebrand.[10]
- Reclutatore, interpretato da Jed Rees.[11]
- Peter Rasputin / Colosso, interpretato da Andre Tricoteux e doppiato da Stefan Kapičić: un mutante con l'abilità di trasformare la sua pelle in acciaio. La voce nell'originale è quella di Stefan Kapičić, in quanto l'attore serbo (nato in Germania, all'epoca Germania Ovest) dava un accento russo al personaggio, mentre il personaggio è stato interpretato attraverso motion capture da Andre Tricoteux.[12]

Il fumettista Stan Lee ha avuto un cameo come in molti film Marvel, nel ruolo del Master of Ceremonies di uno strip club. Anche il co-creatore di Deadpool Rob Liefeld ha avuto un cameo, interpretando un avventore del bar di Weasel. Rob Hayter fa una breve apparizione come Bob, Agente dell'Hydra, un personaggio che nei fumetti aiuta in diverse occasioni il Mercenario Chiacchierone. Nel film, il personaggio viene semplicemente chiamato Bob ed è un inetto mercenario senza alcun collegamento con l'Hydra, poiché i diritti di quest'ultima appartengono esclusivamente ai Marvel Studios e al loro universo cinematografico.

## Produzione

### Sviluppo
(Il produttore Simon Kinberg sul ruolo di Deadpool nella serie di film degli X-Men)
Deadpool è stato in development hell per più di 10 anni. Nel maggio del 2000, la Artisan Entertainment annunciò un accordo con la Marvel Entertainment per co-produrre, finanziare e distribuire diversi film basati sui personaggi della Marvel Comics, tra cui Deadpool. Nel 2004 la New Line Cinema stava lavorando a un film su Deadpool con il regista e sceneggiatore David S. Goyer e l'attore Ryan Reynolds a interpretare il ruolo principale, i due avevano già lavorato insieme per Blade: Trinity (2004). Nell'agosto 2004 Goyer aveva perso interesse per il progetto, anche se Reynolds rimase interessato. Nel marzo 2005, la Fox resuscitò l'interesse per il progetto dopo che la New Line Cinema annunciò la vendita dei diritti. Lo spin-off fu preso in considerazione durante la preproduzione di X-Men le origini - Wolverine (2009), e fu per questo motivo che la parte di Deadpool fu data a Reynolds. Dopo il successo di X-Men le origini - Wolverine, lo studio annunciò di aver consegnato il progetto nelle mani di alcuni sceneggiatori e della produttrice Lauren Shuler Donner.
La Donner affermò di voler ignorare il Deadpool rappresentato in X-Men le origini - Wolverine e di voler fare un reboot del personaggio. Dichiarò inoltre che Deadpool avrebbe avuto lo stesso carattere che ha nel fumetto e che avrebbe infranto la quarta parete. Rhett Reese e Paul Wernick furono assunti per scrivere la sceneggiatura nel febbraio 2010. Un abbozzo della sceneggiatura fu mandato a Robert Rodriguez. Dopo che le trattative con Rodriguez fallirono Adam Berg entrò in trattative per dirigere il film. Nel 2011 lo specialista di effetti speciali Tim Miller fu assunto come regista. Il 28 luglio 2014 fu illegalmente diffuso in rete un video-test in CGI girato nel 2012 in cui Ryan Reynolds interpreta Deadpool attraverso il motion capture. Il giorno seguente il video fu pubblicato in versione ufficiale dalla Blur Studio, la compagnia che aveva creato gli effetti visivi. Nel settembre 2014, grazie al riscontro positivo che aveva avuto il video-test, venne fissata al 16 febbraio 2016 (successivamente spostata al 12 dello stesso mese) la data d'uscita del film.
Nell'ottobre 2014 il produttore Simon Kinberg annunciò che il film avrebbe fatto parte dell'universo condiviso dei film degli X-Men.

### Casting

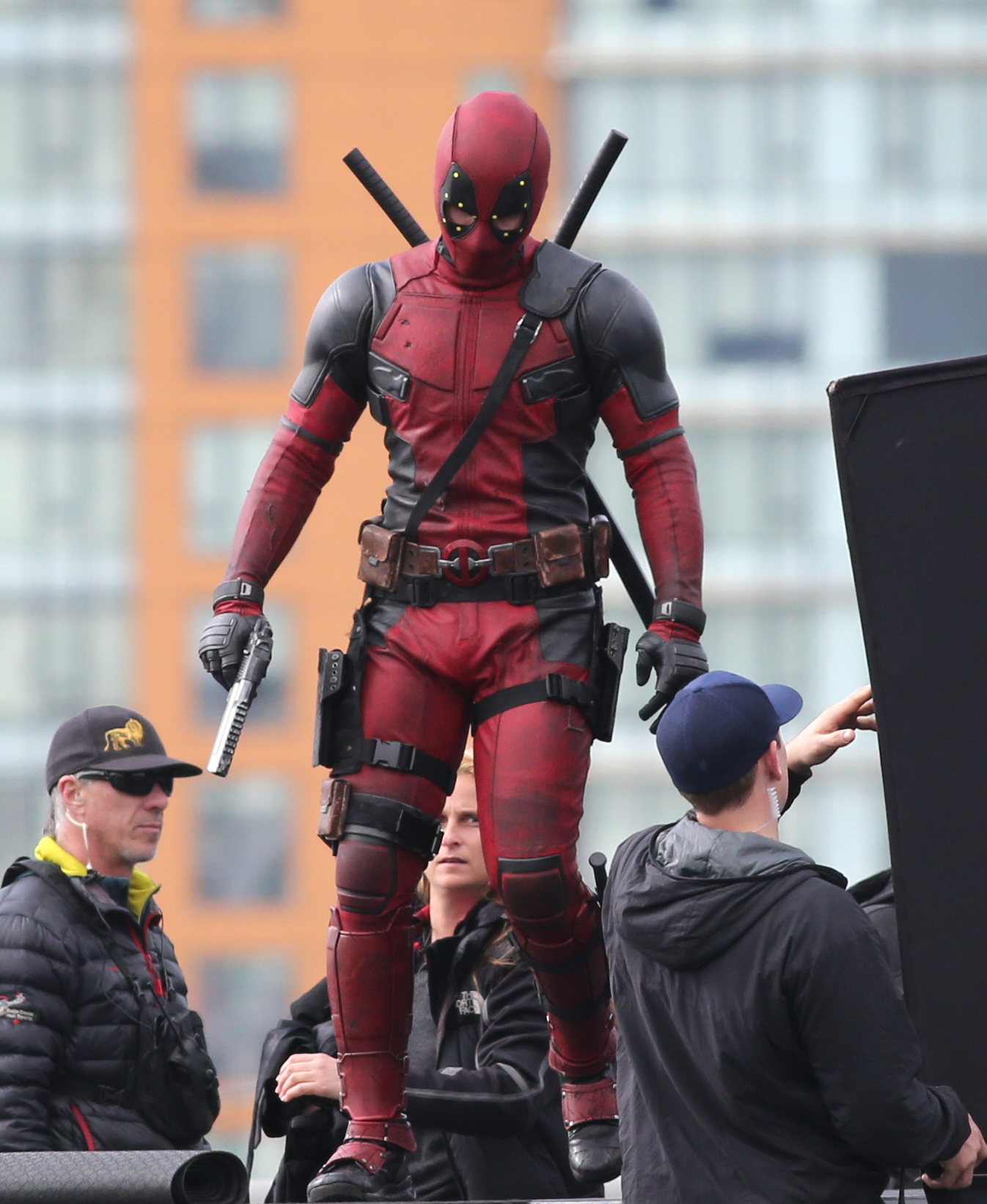
Membri del cast e della troupe del film al lavoro sul set di Deadpool a Vancouver nell'aprile 2015

Nel dicembre 2014 fu confermato che Ryan Reynolds avrebbe ripreso il ruolo di Wade Wilson / Deadpool. Nel gennaio 2015 T. J. Miller ed Ed Skrein entrarono in trattative per partecipare al film. Nel febbraio 2015 Gina Carano fu confermata nel ruolo di Angel Dust mentre Miller e Morena Baccarin entrarono nel cast in ruoli non annunciati. Taylor Schilling, Crystal Reed, Rebecca Rittenhouse, Sarah Greene e Jessica De Gouw furono considerate per il ruolo di Baccarin. Nel marzo 2015 fu annunciato che Miller avrebbe interpretato Weasel, mentre Baccarin avrebbe interpretato Vanessa. Nello stesso mese Brianna Hildebrand fu scelta per interpretare Testata Mutante Negasonica. Ad aprile Skrein ha rivelato che avrebbe interpretato Ajax. A luglio, Leslie Uggams ha confermato che avrebbe interpretato Blind Al. Ad agosto 2015 Miller ha annunciato che Jed Rees avrebbe interpretato The Recruiter. Daniel Cudmore ha rifiutato di riprendere il ruolo di Piotr "Peter" Rasputin / Colosso che aveva interpretato nei precedenti film degli X-Men, e Andre Tricoteux è stato scelto per sostituirlo, mentre Stefan Kapičić ha doppiato il personaggio.

### Riprese
Le riprese sono cominciate il 23 marzo 2015 a Vancouver nella Columbia Britannica, con il titolo di lavorazione Wham!, si sono poi spostate ai North Shore Studios e in giro per la citta. Le riprese sono terminate il 29 maggio dello stesso anno.
Nel mese di novembre sono state realizzate riprese aggiuntive (re-shoot).

## Colonna sonora
Tom Holkenborg, meglio noto come Junkie XL, ha confermato sul suo profilo Twitter che stava componendo la colonna sonora del film. Il disco, contenente della musica originale di Holkenborg e tracce di altri artisti, è stato distribuito digitalmente il 12 febbraio 2016, mentre è stato diffuso materialmente il 4 marzo 2016, tramite la Milan Records.
Tra le tracce è anche presente la canzone Deadpool Rap, creata dagli youtuber TimHeadKick, ispirata originariamente dal videogioco sempre basato su Deadpool; nella versione presentata nell'album i versi sono stati cambiati, così da far riferimento al film invece che al videogioco.

### Tracce
1. Juice Newton – Angel of the Morning – 4:12
2. Maximum Effort – 2:08
3. Small Disruption – 1:12
4. Salt-n-Pepa – Shoop – 4:08
5. Twelve Bullets – 2:50
6. Man in a Red Suit – 2:20
7. Liam Neeson Nightmares – 1:56
8. Neil Sedaka – Calendar Girl – 2:37
9. The Punch Bowl – 5:55
10. Back to Life – 2:12
11. Every Time I See Her – 0:54
12. TeamHeadKick – Deadpool Rap – 3:25
13. Easy Angel – 2:31
14. Scrap Yard – 1:02
15. This Place Looks Sanitary – 6:50
16. Watership Down – 4:10
17. DMX – X Gon' Give It to Ya (radio edit) – 3:37
18. Going Commando – 3:46
19. Let's Try to Kill Each Other – 1:00
20. Stupider When You Say It – 2:24
21. Four or Five Moments – 0:54
22. A Face I Would Sit On – 3:07
23. Wham! – Careless Whisper – 5:02

Deadpool reloaded (more music from the motion picture): seconda raccolta uscita il 6 maggio 2016 contiene 12 canzoni di cui 4 remix e la versione acustica di Deadpool Rap, la casa discografica è sempre la Milan Records.

## Promozione

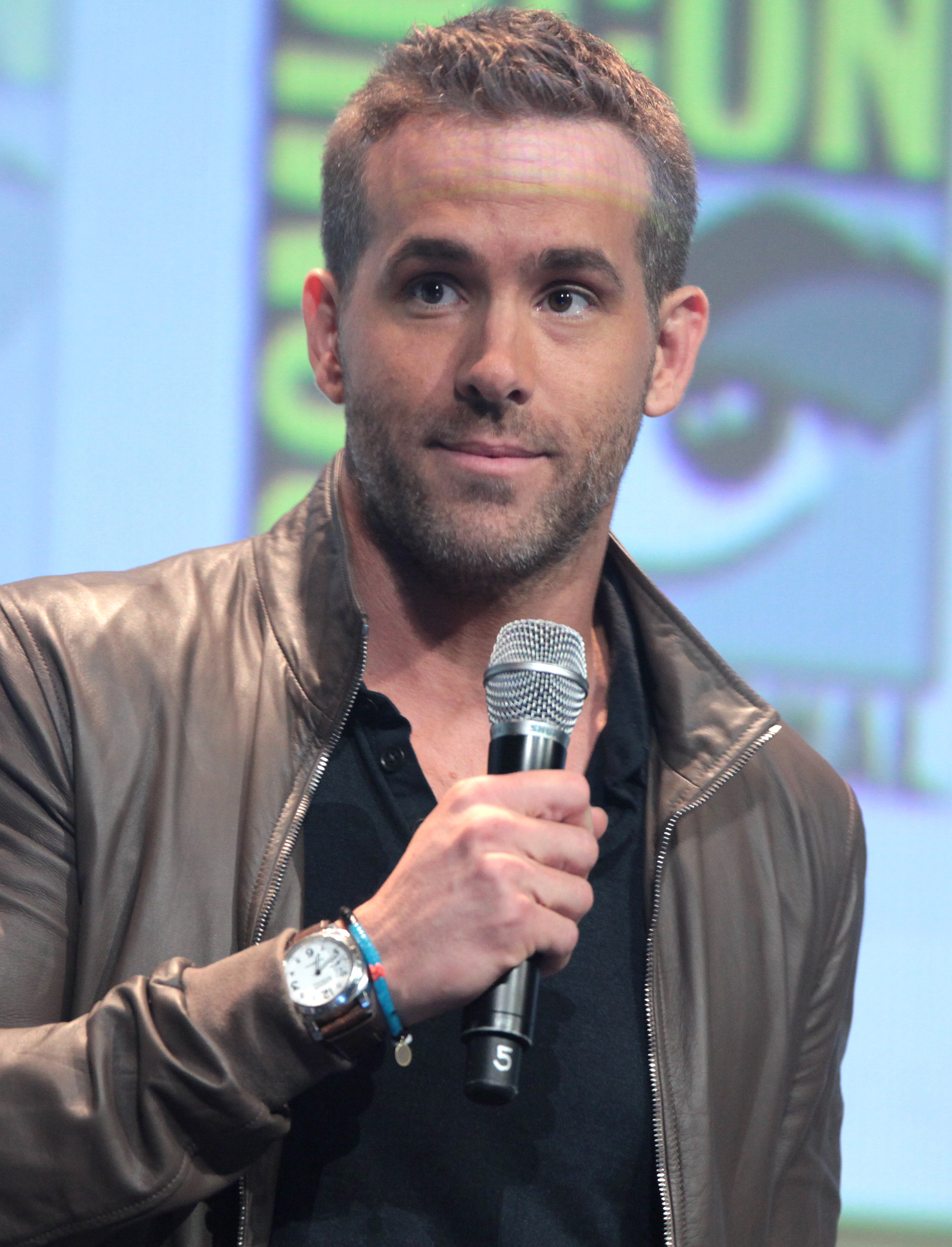
Reynolds promuove il film al San Diego Comic-Con 2015

Nel luglio 2015 Miller e i membri del cast Reynolds, Baccarin, Miller, Hildebrand, Skrein e Carano hanno partecipato al San Diego Comic-Con, dove è stato presentato il primo trailer del film. Il trailer è stato accolto molto positivamente dal pubblico. Graeme McMillan dell'Hollywood Reporter ha dichiarato che Deadpool sembra essere "il primo film che parla ai fan nella loro stessa lingua" e ha lodato il meta-humor del trailer. Joshua Rivera del Business Insider ha lodato il trailer per la sua notevole fedeltà alla fonte originale, per il suo humor e per la sua azione. Successivamente il trailer del film è stato pubblicato il 5 agosto 2015. Nel novembre 2015 il regista Tim Miller e il produttore Simon Kinberg hanno dichiarato la pansessualità del personaggio, che “nel film il tema non verrà approfondito, ma ci saranno alcune allusioni“. Ha poi precisato che la pellicola si focalizzerà sul rapporto amoroso con Vanessa Carlysle. Inoltre, ha dichiarato l'arrivo di un nuovo trailer per dicembre 2015.
La campagna di promozione del film è stata molto "aggressiva" e ha riscosso un buon successo da parte dei media; soprattutto sono diventati virali i tentativi da parte della produzione di far passare Deadpool come un film romantico per San Valentino e la diffusione nelle città statunitensi di manifesti contenenti soltanto le emoji "💀💩L" (il teschio rappresenta un uomo morto, in inglese dead, mentre l'altra emoji rappresenta delle feci, in inglese poo) chiamati dai giornalisti "stupidi, tuttavia divertenti" e dal comico Patton Oswalt "idiota e brillante".
Dal 14 al 25 dicembre 2015, è stata realizzata l'iniziativa #12DaysOfDeadpool, durante la quale la Fox ha distribuito quotidianamente svariati materiali del film, fino ad arrivare al secondo trailer, lanciato il giorno di Natale.
Anche in Italia, come negli USA in occasione del Super Bowl, la manifestazione nazionale del 66º Festival di Sanremo è stato momento per la promozione del film, tramite un inedito trailer trasmesso durante una pausa pubblicitaria.
Una versione in Blu-ray Disc di Logan: The Wolverine (2017), denominata Deadpool Collection ritrae in copertina la mano di Deadpool da bambino (durante il periodo della rigenerazione) al posto di quella di Laura / X-23.

### Slogan
Alcuni slogan promozionali del film:

## Distribuzione
Il film è uscito nelle sale statunitensi il 12 febbraio 2016 e in Italia il 18 febbraio dello stesso anno.

### Divieti
Negli Stati Uniti, il film ha ricevuto dalla MPAA un rating R, ovvero vietato ai minori non accompagnati, per la presenza di "violenza intensa, linguaggio forte, contenuto di tipo sessuale e nudità evidente", mentre in Cina e in Uzbekistan è stata vietata la distribuzione del film.

## Accoglienza

### Incassi
A fronte di un budget di 58 milioni di dollari, la pellicola ha incassato 363070709 $ in Nord America e 419541446 $ nel resto del mondo, per un totale di 782612155 $.
Fuori dal Nord America, è stato distribuito in un totale di 80 paesi. Nelle anteprime in giro per il mondo il 10 febbraio, il film ha guadagnato 12 milioni di dollari, battendo dei record in molti casi. The Hollywood Reporter ha affermato che ciò è "una cosa non da poco", visto che è il primo film Marvel a essere vietato ai minori. Nel suo primo giorno di programmazione – che varia a seconda dei paesi – il film ha guadagnato più di ogni altro film Fox vietato ai minori di 15 anni, è diventato quinto nella classifica dei film Marvel con più successo il giorno di distribuzione e, in Gran Bretagna e in Irlanda, il film IMAX più visto il giorno di debutto. Il film è inoltre risultato quello con più successo a essere uscito nel mese di febbraio in Australia (con 2,1 $ milioni), il debutto IMAX più visto di sempre in Taiwan (1,7 $ milioni), il film più visto durante il Capodanno cinese a Hong Kong (650 mila dollari), il debutto con più successo per un film vietato ai minori nelle Filippine (375 mila dollari), il film di supereroi più visto il primo giorno di sempre in Belgio (270 mila dollari) e il film della Fox vietato ai minori più visto il giorno di distribuzione a Singapore.
Fuori dagli Stati Uniti d'America e dal Canada il film ha avuto un grande debutto nel Regno Unito, in Irlanda e a Malta, dove ha raccolto 20,1 milioni di dollari nel week-end d'apertura, il più grande risultato di sempre per un film distribuito a febbraio. In Russia e nella CSI il film ha avuto il miglior week-end d'apertura di sempre, incassando 12,3 milioni di dollari e essendo proiettato in 1119 sale, battendo così il record detenuto da Star Wars - Il risveglio della Forza, uscito soltanto due mesi prima. Altri rimarchevoli risultati sono stati registrati in Australia (10,1 $ milioni), in Francia (8,67 $ milioni), in Taiwan (8,2 $ milioni), in Germania ($7 milioni) e in Brasile (5,85 $ milioni). Anche in Italia il film ha avuto un buon successo il primo giorno di programmazione, balzando subito in testa al box office grazie a un incasso di 504 mila euro. Il film, inoltre, pur essendo distribuito soltanto in 368 sale in Italia, è riuscito a incassare durante il week-end d'apertura 2,9 milioni di euro, con una media di 8047 € a schermo. Al 7 marzo 2016, il film ha incassato in Italia 6,8 milioni di euro, facendo di lui il film sugli X-Men, spin-off compresi, di maggiore incasso in assoluto in Italia. Complessivamente, il film ha incassato di più nel Regno Unito e in Irlanda (43,8 $ milioni), in Australia (23,6 $ milioni), in Francia (21,8 $ milioni) e in Germania (18,3 $ milioni).
Negli Stati Uniti d'America, Deadpool ha stabilito un nuovo record, diventando il film vietato ai minori a incassare di più ($132.4 milioni) nel week-end d'apertura, per un esordio totale di 264,7 milioni di dollari, dietro solo a Cinquanta sfumature di grigio per quanto riguarda i film rated R.

### Critica
Il film ha ricevuto recensioni positive da parte della critica, soprattutto grazie alla recitazione di Ryan Reynolds e alla comicità pungente e ironica della sceneggiatura. Sull'aggregatore di recensioni Rotten Tomatoes ha un indice di gradimento dell'85% basato su 348 recensioni, con un voto medio di 7,1 su 10; il consenso critico del sito afferma: «Veloce, divertente e allegramente profano, il distruttore della quarta parete Deadpool sovverte i dogmi dei film di supereroi con risultati selvaggiamente spassosi e certamente non politicamente corretti». Su Metacritic ottiene un punteggio di 65 su 100 basato 49 recensioni. Su CinemaScore il pubblico statunitense ha attribuito al film "A" come valutazione media, in una scala crescente che va da "F" ad "A+".
Si è posizionato al 21º posto nella lista "Tutti i 70 film Marvel dal migliore al peggiore" della rivista The Hollywood Reporter.

## Riconoscimenti
- 2016 – MTV Movie Award[83]
  - Miglior performance comica a Ryan Reynolds
  - Miglior combattimento a Ed Skrein e Ryan Reynolds
  - Candidatura al miglior film
  - Candidatura alla migliore performance maschile a Ryan Reynolds
  - Candidatura alla miglior performance rivelazione a Ryan Reynolds
  - Candidatura alla miglior performance d'azione a Ryan Reynolds
  - Candidatura al miglior bacio a Morena Baccarin e Ryan Reynolds
  - Candidatura al miglior cattivo a Ed Skrein
- 2016 – Teen Choice Award
  - Miglior film d'azione
- 2017 – Golden Globe[84]
  - Candidatura al miglior film commedia o musical
  - Candidatura al miglior attore in film commedia o musical a Ryan Reynolds
- 2017 – Writers Guild of America Award[85]
  - Candidatura alla miglior sceneggiatura non originale
- 2017 – Producers Guild of America Award[86]
  - Candidatura al miglior film
- 2017 – Directors Guild of America Award[87]
  - Candidatura al miglior regista di un'opera prima

## Sequel
Intorno al febbraio 2016, pochi giorni prima dell'uscita statunitense del film, la Fox annunciò di aver dato via libera al sequel, con Miller interessato a tornare come regista. Nell'aprile 2016 la Fox confermò ufficialmente il sequel, in cui apparirà il personaggio di Cable, confermando inoltre il ritorno di Miller e Reynolds. Nell'ottobre 2016 venne riportato che la Fox era alla ricerca di un'interprete per il personaggio di Domino. Nello stesso mese Miller lasciò la regia del sequel per divergenze creative con Reynolds riguardo alla direzione da dare al sequel. Pochi giorni dopo venne riportato che David Leitch era il frontrunner per sostituire Miller, e che tra gli altri candidati figuravano Rupert Sanders, Drew Goddard e Magnus Martens. Nel novembre 2016 Leitch venne ufficialmente confermato alla regia del sequel. Nel novembre 2016 The Hollywood Reporter riportò che la Fox era già alla ricerca di un regista per un possibile terzo capitolo, in cui apparirà la X-Force. Le riprese sono iniziate a giugno 2017.
Il 4 marzo 2017 viene pubblicato sul profilo YouTube dell'attore Ryan Reynolds un cortometraggio promozionale di Deadpool 2 intitolato No Good Deed, in cui Wade assiste a una rapina ma, pur volendo salvare il malaugurato anziano minacciato dal ladro, non riesce a fare in tempo, perché impiega troppo tempo a indossare il costume in una cabina telefonica (come fa invece Superman). Si riposa dunque sul cadavere del malcapitato, stigmatizzando l'abbigliamento abituale di Wolverine nei film, troppo sciatto, a suo parere. Compare anche Stan Lee, che viene subito zittito da Deadpool. Il 4 aprile 2017 20th Century Fox pubblica sul suo canale Youtube il primo teaser trailer italiano del film. Il 15 novembre 2017 viene pubblicato un nuovo teaser trailer dal titolo Wet on Wet, una parodia omaggio al pittore Bob Ross e al suo programma televisivo, dove alla fine appare un dipinto con il cast di Deadpool 2 riunito a tavola per il Giorno del ringraziamento, confermando la presenza di Cable.